# Mårtanberg
Mårtanberg är en by i Åls socken, Leksands kommun. Byn ligger omkring 12 kilometer öster om Insjön, längs en skogsbilväg mot Sågmyra.
Byn gammal trots det otillgängliga lägen och omtalas första gången redan 1386 ('myrtnaberge'). 1539 fanns här tre mantal, men hade 1668 ännu endast tre mantal. Det har dock troligen redan då även funnits fäbodgårdar här. 1918 fanns sju gårdar i byn, varav fem fastboende och två hemfäbodar till Övre Heden.